# Meloidogyne incognita
Meloidogyne incognita es un nematodo, o nemátodo, un tipo de parásito, de la familia heteroderidae. Es un importante parásito de plantas clasificado en parasitología como un nematodo formador de nódulos, ya que prefiere atacar la raíz de la planta huésped.
Cuando M. incognita ataca las raíces de las plantas, establece una zona de alimentación, donde deforma las células normales de las raíces normales generando células gigantes. Las raíces nudosas o convertirse en noduladas, que forman agallas, de ahí el término "nudo-raíz" de nematodos.
Vulgarmente se le denomina como nematodo formador de nódulos, o agallas, y, en América Latina, como "nemátodo del nudo-raíz del sur" o "nemátodo de nudo de raíz de algodón". Este nematodo parásito está distribuido en todo el mundo y presenta numerosos huéspedes.
Se descubrió que M. incognita que es capaz de moverse a lo largo de gradientes de temperatura (0.001C/cm) que cualquier otro organismo, un ejemplo de thermotaxis. La respuesta a esto es complicada y se cree que permite a los nematodos moverse hacia un nivel apropiado en el suelo, mientras busca señales químicas que lo puedan guiar a las raíces específicas.